# 환상 취락

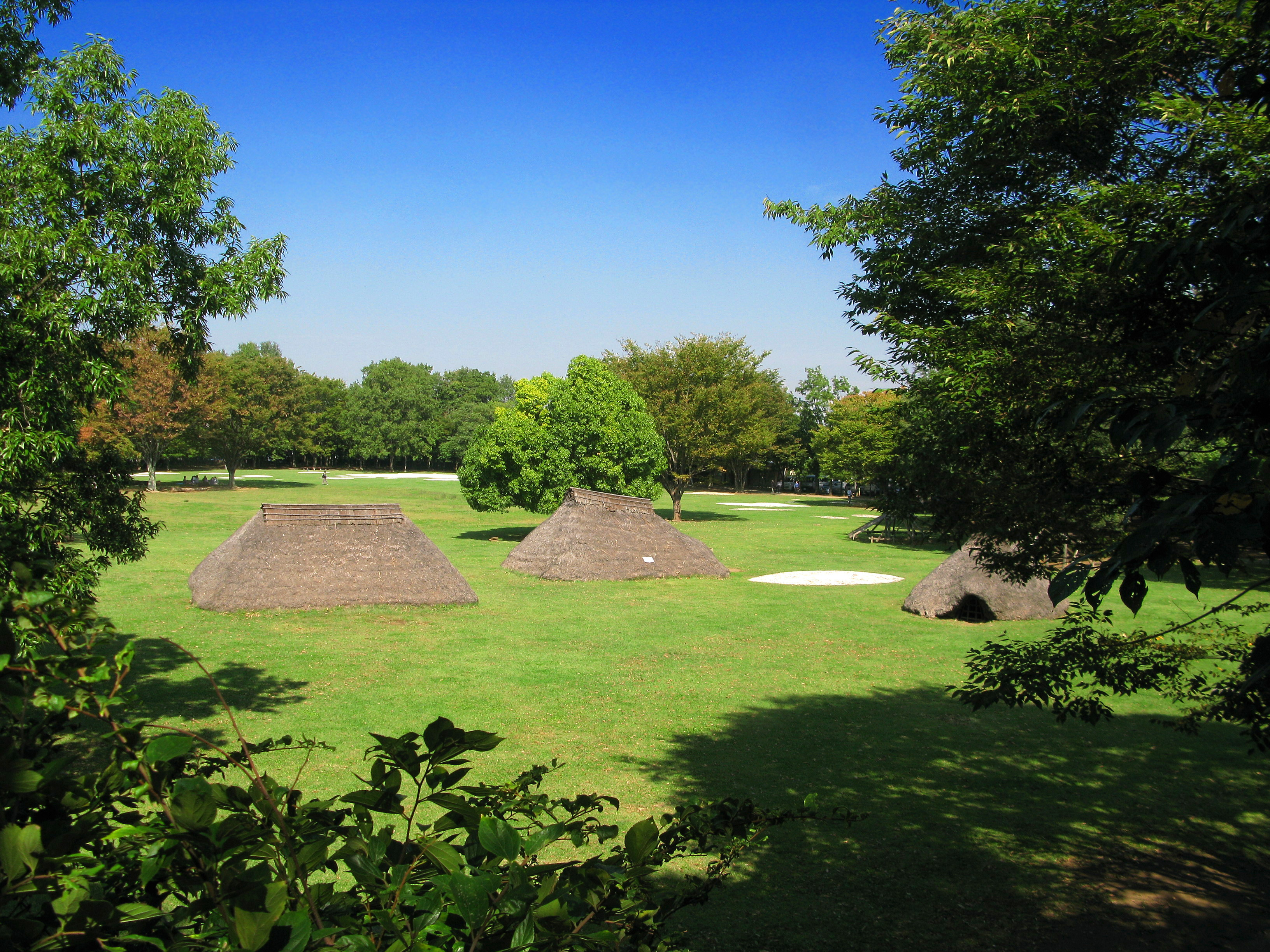
사이타마현 후지미시의 미즈코패총. 조몬 전기의 환상취락으로 추정된다.

환상 취락(環状聚落)은 일본 조몬 시대에 이루어진 둥근 고리 형태의 취락 구조이다. 마을 중앙에 너른 공터를 두고 그 주위를 집들이 둥그렇게 둘러싸는 형태가 특징이다. 약 1만5천년 전 조몬 초기부터 동일본을 중심으로 발달한 정착지에 주로 나타나 약 3천 2백여년 전의 마을까지 비슷한 모습의 유적들이 있다.  지바현의 가소리패총(加曽利貝塚) 등과 같이 패총역시 고리 모양을 이루거나 말굽 모양을 나타내는 경우도 있다. 아키타현의 오유환상열석과 같은 환상 열석도 이러한 환상 취락을 기반으로 형성되었을 것이다.

## 개요
조몬 시대는 최종 빙기가 끝난 약 1만 5천여년 전에 시작하여 기원전 4백여년 전까지 이어진 매우 오래 지속된 신석기 시대 문화이기 때문에 지역과 시기에 따라 마을 역시 다양한 모양을 지니고 시간이 지남에 따라 점차 복잡한 형태로 발전하였다. 동아시아 지역에서 신석기에서 청동기에 걸치는 취락 유적 가운데에는 방어에 유리하도록 집들을 모아 짓고 주변에 해자나 울타리를 두른 경우가 있다. 환상 취락 역시 이러한 정착 문화의 산물이다.
조몬 시대의 취락 역시 다양한 모양을 띄고 있으며 환상 취락은 주로 동일본 지역에 분포되어 있다. 이미 조몬 초기부터 형성된 흔적이 남은 유적도 있으나 대부분의 환상 취락은 조몬 중기에 형성되었다. 고원의 평탄지나 비탈에 지름 150 m ~ 200 m 정도의 고리 모양의 마을을 만들어 그 주위로  40 ~ 50 여채의 움집이 모여있고 가운데는 빈터를 두었다.
취락의 모양은 완전한 고리를 이루거나 한쪽이 트인 말굽 모양이 흔하다. 이미 20세기 전반에 이러한 유적의 존재가 고고학계에 알려져 있었지만 본격적인 발굴은 1950년대 중반 이후 시작되었다. 1940년대 말 일본의 고고학자 와지마 세이치가 환상유적을 원시 씨족 공동체의 산물이라 주장하였으나 이에 대해서는 반론도 있다. 1955년 미나리패총 발굴 조사 보고서는 와지마의 주장을 지지하였다.
와지마는 미즈코패총이나 야마야마패총에서 동일한 고리 모양의 집자리 배치가 있는 것에 주목하고, 환상취락은 광장을 중심으로 각 건물이 강하게 규제되는 작은 혈연 집단의 유적이라고 고찰하였다. 와지마는 이 주장의 뒷바침하기 위해 요코하마시 미나미호리패총의 발굴을 지휘하여 50여 개의 움집이 환상으로 배치된 조몬 전기 중반의 마을 모습을 밝혔다. 각각의 가구가 광장을 통해 집중되는 이러한 구조는 조몬 시대 마을 공동체의 생산력 확대와 문화 발전에 기여하였을 것이다.

### 역사와 변천
조몬 전기 중엽은 해수면이 상승하여 지금의 내륙까지도 해안선이 발달한 시기였다. 간토 지방 남서부(가나가와 현 요코하마시 등)는 이시기 내만과 기수역이 발달하면서 수산물 채취량이 늘어 인구가 증가하였고 많은 환상 취락이 세워졌다. 그 후 전기 말엽이 되면 다시 해수면이 하강하기 시작하여 해안선이 멀어짐에 따라 환상 취락도 쇠퇴하게 된다.  이후 취락 구조는 마을의 권력자의 집이라 생각되는 건물인 핵가옥(核家屋)이 출현하여 사회적 변화를 보여주지만 이 역시 조몬 말기에는 해체되어 간다.

## 구조
환상 취락의 세부 구조에는 중대 구조와 분절 구조가 있다.

### 중대 구조
중앙의 광장에는 묘지와 창고 등이 놓이고 그 주변으로 움집들이 배치된다. 그 밖에 제사나 의례를 위한 공간에는 조가비나 토기, 재, 토우 등의 유물이 집중 발굴되는 "폐기대"가 있는 경우도 있다. 중대구조는 마을이 이렇게 두겹의 구조를 지니는 것으로 거주 지역은 작게는 지름 70 m 크게는 지름 150 m 이상이 된다. 취락의 이러한 중대 구조는 오랜 세월 그대로 유지되어 경우에 따라서는 수백년에 걸쳐 같은 모양을 유지한 곳도 있다.

### 분절 구조
환상 취락 가운데는 오랜 세월 동안 유지되면서 마을이 확장된 흔적을 보이는 유적들도 있다. 이 경우 원래 고리 모양으로 배치되었던 마을의 주변으로 눈에 띄게 구분되는 묘지나 새로 파인 움집터 등이 놓인다. 묘지의 경우 이러한 분절 구조는 매장에 엄격한 규칙이 있었음을 시사하고 취락 내에 혈연에 따른 소집단의 구분이 있었을 가능성을 제기한다.

## 쌍환상 취락
환상 취락 유적 가운데는 거의 동시에 두 개의 마을이 인접하여 형성되거나 시대를 달리하며 새로운 마을이 지어진 경우도 있다. 이러한 경우를 쌍환상 취락으로 부른다. 도쿄도 니시토쿄시의 시모노야 유적 이나, 지바시 와카바구의  가소리패총 등이 알려져 있다.

## 패총
환상 취락의 일부 움집터는 더 이상 주거 용도로 사용되지 않게 된 뒤 조가비나 토기등을 버려(또는 쌓아놓아) 두는 "폐기대"로 사용되었다. 이러한 폐기대가 무더기를 이룬 것이 패총이다. 패총은 마을 한 켠에 형성되어 전혀 다른 용도로 쓰임으로서 마을의 분절 구조 가운데 하나가 된다.

## 환상 열석
아키타현 가즈노시의 오유환상열석 이나 기타아키타시의 이세도다케 유적 등의 조몬시대 환상 열석은 그 중심에 무덤들이 있고 그 뒤로 움집 터들이 있기 때문에 환상 마을의 형성 기원을 알 수 있는 유적으로 여겨진다. 매장 문화의 발달로 제사와 같은 의례가 이루어졌을 것이고 이를 위한 너른 터를 가운데에 두고 환상 취락이 형성되었을 것이라 추정되고 있다. 이후 점차 사회가 발달함에 따라 마을과 종교적 의례 장소가 분리되고 제사장이 독립하여 주거지 없이 무덤과 열석만이 설치된 환상열석들이 생겨났을 것이다.  타니구치 야스히로 는 조몬 중기 단계에 환상 취락의 일부였던 중앙 광장의 집단 무덤이 후기 이후 열석이라는 시각적 과장을 수반하여 거대한 제사 기념물로 확대해 온 배경으로,  취락 규모의 확대에 따라 토목 공사나 제사의 거행을 운영하는 "권력" 또는 "위신"의 출현과 그에 따른 사회 구조 변화가 있었을 것으로 해석하였다.

## 환상 취락 유적
- 사이카이부 유적 - 야마가타현무라야마시[11]
- 니시다유적 - 이와테현 시와군[12]
- 미즈코패총-사이타마현 후지미시[13][14]
- 교지메유적-사이타마현히키군[15][16]
- 호리노패총- 지바현 이치카와시[17]
- 우야마패총- 지바현 이치카와시[18]

## 같이 보기
- 일본의 패총 목록

## 참고문헌
- 石井, 寛 (1994). “縄文時代後期集落の構成に関する一試論-関東地方西部域を中心に-”. 《縄文時代》 (縄文文化研究会) 5: 77-110. ISSN 0917-7329.
- 谷口, 康浩 (2005년 3월 25일). 《環状集落と縄文社会構造》. 学生社. ISBN 4-311-30062-X.
- 松木, 武彦 (2007년 11월 14일). 〈並び立つモニュメント〉. 《列島創世記-旧石器・縄文・弥生・古墳時代-》. 全集日本の歴史1. 小学館. 122-130쪽. ISBN 9784096221013.
- 横浜市歴史博物館 (2008년 10월). 《縄文文化円熟-華蔵台遺跡と後・晩期社会-》. 公益財団法人横浜市ふるさと歴史財団埋蔵文化財センター.
- 松田, 光太郎 (2009년 3월 8일). 〈縄文時代前期 — 環状集落の成立と貝塚〉. 《第16回考古学講座 — 貝塚とは何か》. 神奈川県考古学会. 37-48쪽. doi:10.24484/sitereports.19114.
- 中村, 若枝 (2009년 3월 8일). 〈縄文時代中期から晩期 — 環状集落と貝塚〉. 《第16回考古学講座 — 貝塚とは何か》. 神奈川県考古学会. 49-60쪽. doi:10.24484/sitereports.19114.
- 横浜市埋蔵文化財センター 2013年2月20日『埋文よこはま27号-泉警察遺跡の調査 境川流域における縄文時代中期環状集落-』
- 水子貝塚資料館 2019年『水子貝塚 -まもり、伝える縄文のムラ-』富士見市立水子貝塚資料館・令和元年（2019年）度企画展・展示解説シート
- 髙梨, 俊夫 (2019년 3월 20일). “環状貝塚論-周堤状貝塚の成立と歴史的評価-” (PDF). 《貝塚博物館紀要》 (千葉市立加曽利貝塚博物館) 45: 1-16. ISSN 0911-5412.
- 和島誠一 1948年9月「原始集落の構成」『日本歴史学講座1』学生書房 pp.7-10 NAIDBN 05391217